# ريناتو روتشا (موسيقي)
ريناتو روتشا (بالبرتغالية: Renato Rocha‏) هو موسيقي برازيلي، ولد في 4 يوليو 1975 في ريو دي جانيرو في البرازيل.